# Zopyrion
Zopyrion, mort en 331 av. J.-C. est un général macédonien.

## Biographie
Après avoir participé aux victoires macédoniennes sur le roi thrace Syrmos, il est nommé stratège de la Thrace par Alexandre le Grand au tout début de la campagne contre l’Empire perse (334 av. J.-C.). Au lieu d’assurer les arrières du conquérant en Europe comme celui-ci le lui avait ordonné, il part avec une armée de 30 000 hommes vers le nord, dans une campagne contre les cités grecques du Pont Euxin, qui étaient en bonnes relations avec les Scythes et échappaient à l’hégémonie macédonienne. Zopyrion traverse l’Istros et se dirige vers la riche cité d’Olbia du Pont aux bouches de l’Hypanis, qu’il assiège. Mais les Scythes et les Milésiens la ravitaillant par le fleuve en denrées, flèches et projectiles, et Zopyrion se retrouve à son tour encerclé par les Gètes (Thraces du Nord) et les Scythes, qui anéantissent l’armée macédonienne : le général lui-même trouve la mort dans la bataille.